# 大衛·卡日丹
大衛·卡日丹（David Kazhdan，希伯來語：‎，原名德米特里·亞歷山德羅維奇·卡日丹，1946年6月20日—），是前蘇聯及以色列數學家，以表示論研究著名。

## 生平
卡日丹生於蘇聯的莫斯科。他師從亞歷山大·基里洛夫，1969年獲博士，是伊斯拉埃爾·蓋爾范德學派的主要成員。他是猶太人，1975年離開蘇聯往哈佛大學任教。約在那時他改名大衛，並成為正統猶太教徒。2002年他移民至以色列，於耶路撒冷希伯來大學任教授，也是哈佛大學的榮休教授。
2013年10月6日，他在耶路撒冷騎自行車時，遇到車禍重傷。

## 研究工作
和卡日丹有不少合作的人有伊斯拉埃爾·蓋爾范德、維克托·卡茨、喬治·盧斯蒂格 （維爾馬模的卡日丹–盧斯蒂格猜想）、格里戈里·馬爾古利斯（卡日丹–馬爾古利斯定理）、尤瓦爾·弗利克與S.J.帕特森（亞辛群的表示論）。卡日丹性質T現為表示論的一個方向。
卡日丹在1990年至1995年持有麥克阿瑟獎。他的學生弗拉基米爾·沃埃沃德斯基獲菲爾茲獎。自1990年起卡日丹是美國國家科學院的院士。自2006年起卡日丹是以色列科學院院士。2008年他獲選入美國文理科學院。2012年他獲得數學與電腦科學的以色列獎，是以色列最高的學術榮譽。

## 外部連結
- Official Harvard home page
- Official Hebrew University home page （页面存档备份，存于）
- 大衛·卡日丹在數學譜系計畫的資料。